# Miroslav Bjeloš
Miroslav Bjeloš (Kirin Serbia: Мирослав Бјелош; sinh ngày 29 tháng 10 năm 1990) là một tiền vệ bóng đá Serbia thi đấu cho Bačka Bačka Palanka.

## Sự nghiệp câu lạc bộ
Lúc khởi đầu sự nghiệp, Bjeloš thi đấu cùng với Metalac Asko Vidak, Bačka Bačka Palanka và Radnički Šid. Anh thi đấu cùng với Burlington SC ở Canadian Soccer League theo dạng cho mượn các năm 2013 và 2014. Trở lại FK Bačka Bačka Palanka, anh giúp câu lạc bộ thăng hạng năm 2016. Đầu năm 2017, Bjeloš gia nhập Limón F.C..